# 5158 Огарьов
5158 Огарьов (5158 Ogarev) — астероїд головного поясу, відкритий 16 грудня 1976 року.
Тіссеранів параметр щодо Юпітера — 3,488.